# Gemeenschapscentrum (Vlaanderen)
Een gemeenschapscentrum in Vlaanderen is een sociaal-cultureel centrum beheerd door de gemeente en erkend en gedeeltelijk gesubsidieerd door de Vlaamse overheid. Het functioneert in het kader van het cultuurbeleid als centrum voor cultuurparticipatie, gemeenschapsvorming en cultuurspreiding ten dienste van de lokale bevolking.
Sinds het decreet op het lokaal cultuurbeleid van 13 juli 2001 maakt de Vlaamse overheid een onderscheid tussen cultuurcentrum en gemeenschapscentrum. Een cultuurcentrum heeft dezelfde functies als een gemeenschapscentrum, maar doet daarnaast met een breed en eigen aanbod aan cultuurspreiding, gericht op de bevolking van een meer dan lokaal werkingsgebied. Beide benamingen vervangen de vroegere benaming Cultureel Centrum.